# Elixane Lechemia
Elixane Lechemia (Villeurbanne, 3 settembre 1991) è una tennista francese.

## Carriera
Elixane Lechemia ha vinto 4 titoli in singolare e 16 titoli nel doppio nel circuito ITF in carriera. Il 3 aprile 2017, ha raggiunto il best ranking mondiale nel singolare al numero 343. Il 7 marzo 2022 ha raggiunto il miglior piazzamento mondiale nel doppio, al numero 65.
Ha vinto il suo primo titolo WTA al Claro Open Colsanitas 2021 nella specialità di doppio insieme a Ingrid Neel.

## Statistiche WTA

### Doppio

#### Vittorie (1)
| Legenda              |
| -------------------- |
| Grande Slam (0)      |
| Ori Olimpici (0)     |
| WTA Finals (0)       |
| WTA Elite Trophy (0) |
| Dal 2021             |
| WTA 1000 (0)         |
| WTA 500 (0)          |
| WTA 250 (1)          |

| N. | Data           | Torneo                  | Superficie  | Compagna    | Avversarie in finale                  | Punteggio |
| 1. | 10 aprile 2021 | Copa Colsanitas, Bogotà | Terra rossa | Ingrid Neel | Mihaela Buzărnescu Anna-Lena Friedsam | 6-3, 6-4  |

#### Sconfitte (1)
| Legenda              |
| -------------------- |
| Grande Slam (0)      |
| Argenti Olimpici (0) |
| WTA Finals (0)       |
| WTA Elite Trophy (0) |
| Dal 2021             |
| WTA 1000 (0)         |
| WTA 500 (0)          |
| WTA 250 (1)          |

| N. | Data          | Torneo             | Superficie | Compagna      | Avversarie in finale          | Punteggio           |
| 1. | 7 agosto 2023 | Prague Open, Praga | Cemento    | Quinn Gleason | Nao Hibino Oksana Kalašnikova | 7-6(7), 5-7, [3-10] |

## Circuito WTA 125

### Doppio

#### Vittorie (1)
| N. | Data           | Torneo                           | Superficie | Compagna       | Avversarie in finale       | Punteggio |
| 1. | 11 agosto 2023 | Polish Open, Grodzisk Mazowiecki | Cemento    | Katarzyna Kawa | Naiktha Bains Maia Lumsden | 6-3, 6-4  |

#### Sconfitte (5)
| N. | Data              | Torneo                        | Superficie  | Compagna                   | Avversarie in finale           | Punteggio           |
| 1. | 26 novembre 2022  | Montevideo Open, Montevideo   | Terra rossa | Quinn Gleason              | Ingrid Martins Luisa Stefani   | 5-7, 7-6(6), [6-10] |
| 2. | 10 settembre 2023 | Open delle Puglie, Bari       | Terra rossa | Valentini Grammatikopoulou | Katarzyna Kawa Anna Sisková    | 1-6, 2-6            |
| 3. | 18 maggio 2024    | Parma Ladies Open, Parma      | Terra rossa | Ingrid Martins             | Anna Danilina Irina Chromačëva | 1-6, 2-6            |
| 4. | 5 aprile 2025     | Megasaray Hotels Open, Adalia | Terra rossa | Alicia Barnett             | Anna Bondár Simona Waltert     | 5-7, 6-2, [6-10]    |
| 5. | 6 giugno 2025     | Birmingham Open, Birmingham   | Erba        | Alicia Barnett             | Destanee Aiava Cristina Bucșa  | 4-6, 2-6            |

## Statistiche ITF

### Singolare

#### Vittorie (4)
| Torneo $100.000 (0) |
| Torneo $80.000 (0)  |
| Torneo $75.000 (0)  |
| Torneo $60.000 (0)  |
| Torneo $50.000 (0)  |
| Torneo $40.000 (0)  |
| Torneo $25.000 (0)  |
| Torneo $15.000 (0)  |
| Torneo $10.000 (4)  |

| N. | Data              | Torneo                                      | Superficie  | Avversaria in finale | Punteggio     |
| 1. | 19 settembre 2010 | ITF Women's Circuit Lleida, Lleida          | Terra rossa | Nadia Lalami         | 7-6(3), 6-1   |
| 2. | 29 maggio 2016    | Tennis Organisation Cup, Adalia             | Cemento     | Yuliana Lizarazo     | 6-3, 3-6, 6-4 |
| 3. | 18 settembre 2016 | Sermelux Open, Pétange                      | Cemento (i) | Magali Kempen        | 6-3, 6-0      |
| 4. | 30 ottobre 2016   | Aegon Pro-Series Loughborough, Loughborough | Cemento (i) | Petra Krejsová       | 7-5, 6-1      |

#### Sconfitte (5)
| Torneo $100.000 (0) |
| Torneo $80.000 (0)  |
| Torneo $75.000 (0)  |
| Torneo $60.000 (0)  |
| Torneo $50.000 (0)  |
| Torneo $40.000 (0)  |
| Torneo $25.000 (0)  |
| Torneo $15.000 (1)  |
| Torneo $10.000 (4)  |

| N. | Data              | Torneo                                            | Superficie  | Avversaria in finale | Punteggio           |
| 1. | 27 settembre 2009 | Solverde Tenis Cup, Espinho                       | Terra rossa | Fatima El Allami     | 3–6, 2–6            |
| 2. | 29 maggio 2011    | ITF Women's Circuit Getxo, Getxo                  | Terra rossa | Jevgenyja Krjvoručko | 6(9)-7, 6-3, 6(5)-7 |
| 3. | 5 giugno 2011     | Città di Firenze, Firenze                         | Terra rossa | Anastasia Grymalska  | 0–6, 6–4, 1–6       |
| 4. | 6 maggio 2012     | Aegon Pro-Series Edinburgh, Edimburgo             | Terra rossa | Quirine Lemoine      | 1-6, 0-6            |
| 5. | 19 marzo 2017     | Soho Square Egypt Women's Future, Sharm el-Sheikh | Cemento     | Polina Monova        | 6–2, 5–7, 4–6       |

### Doppio

#### Vittorie (16)
| Torneo $100.000 (0) |
| Torneo $80.000 (0)  |
| Torneo $75.000 (0)  |
| Torneo $60.000 (2)  |
| Torneo $50.000 (0)  |
| Torneo $40.000 (0)  |
| Torneo $25.000 (8)  |
| Torneo $15.000 (2)  |
| Torneo $10.000 (4)  |

| N.  | Data              | Torneo                                             | Superficie      | Compagna          | Avversarie in finale                     | Punteggio            |
| 1.  | 26 settembre 2009 | Solverde Tenis Cup, Espinho                        | Terra rossa     | Caroline Garcia   | Mishel Okhremchuk Morgane Pons           | 7-5, 6-1             |
| 2.  | 21 novembre 2009  | Open Feminin 50, Équeurdreville-Hainneville        | Cemento (i)     | Constance Sibille | Elica Kostova Kinnie Laisné              | 6-4, 6-3             |
| 3.  | 21 agosto 2010    | Innsbruck Open, Innsbruck                          | Terra rossa     | Victoria Larrière | Xenia Knoll Amra Sadiković               | w/o                  |
| 4.  | 12 novembre 2016  | Torneo Internazionale Femminile Solarino, Solarino | Sintetico       | Mathilde Armitano | Deborah Chiesa Maria Masini              | 7-5, 6-1             |
| 5.  | 2 marzo 2018      | Open GDF SUEZ de la Ville de Macon, Mâcon          | Cemento (i)     | Mathilde Armitano | Manon Arcangioli Diāna Marcinkēviča      | 6–1, 3–6, [10–8]     |
| 6.  | 22 giugno 2018    | Open GDF SUEZ Montpellier, Montpellier             | Terra rossa     | Alice Ramé        | Carolina Meligeni Alves Martina Colmegna | 6(5)-7, 6-2, [10-6]  |
| 7.  | 30 giugno 2018    | Open GDF SUEZ du Périgord, Périgueux               | Terra rossa     | Eleni Kordolaimi  | Cristina Bucșa María Herazo González     | 6-4, 3-6, [11-9]     |
| 8.  | 14 luglio 2018    | Olevra Cup, Setúbal                                | Cemento         | Mathilde Armitano | Tereza Mihalíková Džulija Terzijska      | 6(5)-7, 6-3, [13–11] |
| 9.  | 3 novembre 2018   | Open Nantes Atlantique, Nantes                     | Cemento (i)     | Estelle Cascino   | Akgul Amanmuradova Alina Silič           | 7-5, 6-4             |
| 10. | 9 febbraio 2019   | Open GDF Suez De L'Isere, Grenoble                 | Cemento (i)     | Estelle Cascino   | Andreea Mitu Elena-Gabriela Ruse         | 6-2, 6-2             |
| 11. | 16 marzo 2019     | Internationaux Femenin de Gonesse, Gonesse         | Terra rossa (i) | Mathilde Armitano | Tayisiya Morderger Yana Morderger        | 7–6(1), 7–5          |
| 12. | 13 aprile 2019    | Ladies Open Zilia de Calvi, Calvi                  | Cemento         | Estelle Cascino   | Ekaterina Kazionova Linnéa Malmqvist     | 6-3, 6-2             |
| 13. | 27 aprile 2019    | Forte Village International Tournament, Pula       | Terra rossa     | Manon Arcangioli  | Victoria Kan Anna Morgina                | w/o                  |
| 14. | 14 febbraio 2020  | Open GDF Suez De L'Isere, Grenoble                 | Cemento (i)     | Amandine Hesse    | Samantha Murray Sharan Julia Wachaczyk   | 6-3, 4-6, [13-11]    |
| 15. | 3 settembre 2022  | Kuchyně Gorenje Prague Open, Praga                 | Terra rossa     | Julia Lohoff      | Linda Klimovičová Dominika Šalková       | 7-5, 7-5             |
| 16. | 26 aprile 2025    | Axion Open, Chiasso                                | Terra rossa     | Alicia Barnett    | Inès Ibbou Bibiane Schoofs               | 6-2, 6-3             |

#### Sconfitte (14)
| Torneo $100.000 (0) |
| Torneo $80.000 (0)  |
| Torneo $75.000 (0)  |
| Torneo $60.000 (2)  |
| Torneo $50.000 (0)  |
| Torneo $40.000 (0)  |
| Torneo $25.000 (4)  |
| Torneo $15.000 (3)  |
| Torneo $10.000 (5)  |

| N.  | Data             | Torneo                                             | Superficie  | Compagna             | Avversarie in finale                            | Punteggio           |
| 1.  | 3 maggio 2009    | AEGON Pro Series Bournemouth, Bournemouth          | Terra rossa | Alizé Lim            | Stephanie Cornish Tímea Babos                   | w/o                 |
| 2.  | 2 ottobre 2010   | Open GDF SUEZ Clermont-Ferrand, Clermont-Ferrand   | Cemento (i) | Alizé Lim            | Youlia Fedossova Iryna Brémond                  | 6(5)–7, 3-6         |
| 3.  | 1º luglio 2011   | Open GDF SUEZ de la Porte du Hainaut, Denain       | Terra rossa | Céline Ghesquière    | Verónica Cepede Royg Teliana Pereira            | 1-6, 1-6            |
| 4.  | 19 novembre 2011 | Open Feminin 50, Équeurdreville                    | Cemento (i) | Silvia Njirić        | Elyne Boeykens Eva Wacanno                      | 4-6, 4-6            |
| 5.  | 16 gennaio 2012  | Aegon Pro-Series Sutton, Sutton                    | Cemento (i) | Irina Ramialison     | Amy Bowtell Quirine Lemoine                     | 6(5)-7, 3-6         |
| 6.  | 5 maggio 2012    | Aegon Pro-Series Edinburgh, Edimburgo              | Terra rossa | Martina Přádová      | Eva Wacanno Karolina Wlodarczak                 | 6–4, 0–6, [11–13]   |
| 7.  | 19 novembre 2016 | Torneo Internazionale Femminile Solarino, Solarino | Sintetico   | Mathilde Armitano    | Anna-Giulia Remondina Dalila Spiteri            | w/o                 |
| 8.  | 9 luglio 2017    | Open GDF SUEZ de la Porte du Hainaut, Denain       | Terra rossa | Mathilde Armitano    | Momoko Kobori Ayano Shimizu                     | 4-6, 3-6            |
| 9.  | 18 novembre 2017 | Circuito ITF Castellon Spain, Benicarló            | Terra rossa | Cristina Bucșa       | Noelia Bouzo Zanotti Ángeles Moreno Barranquero | 3–6, 4–6            |
| 10. | 10 febbraio 2018 | Open GDF Suez De L'Isere, Grenoble                 | Cemento (i) | Estelle Cascino      | Amra Sadiković Eva Wacanno                      | 6–4, 1–6, [6–10]    |
| 11. | 24 marzo 2018    | Israel Women's Tournament, Tel Aviv                | Cemento     | Mathilde Armitano    | Alicia Barnett Olivia Nicholls                  | 6(3)-7, 3-6         |
| 12. | 16 giugno 2018   | Hammamet Open, Hammamet                            | Terra rossa | Claudia Hoste Ferrer | Fernanda Brito Sofia Luini                      | 3-6, 2-6            |
| 13. | 21 gennaio 2023  | Vero Beach International, Vero Beach               | Terra verde | Quinn Gleason        | Francesca Di Lorenzo Makenna Jones              | 6-4, 3-6, [3-10]    |
| 14. | 18 febbraio 2023 | Guanajuato Open, Irapuato                          | Cemento     | Quinn Gleason        | Emina Bektas Ingrid Neel                        | 6(4)-7, 6-3, [6-10] |